# USS Gandy (DE-764)
Lo USS Gandy (codice e numero d'identificazione DE-764) è stato un cacciatorpediniere di scorta della United States Navy, appartenente alla classe Cannon varata in grandi numeri nel corso della seconda metà della seconda guerra mondiale. Nella Marina Militare insieme alle gemelle  USS Thornhill e USS Wesson costituì la classe Aldebaran
Queste unità, entrate in servizio insieme alle unità classe Artigliere nel quadro di un programma di potenziamento navale avviato nel 1950, vennero utilizzate prima come avviso scorta, nel 1957 come fregate e a partire dal 1962 fino al loro disarmo come corvette.
La Altair, che riprendeva il nome della torpediniera della  classe Spica perduta nel corso della seconda guerra mondiale, era stata costruita nei cantieri di Tampa nella Florida, dove venne varata il 12 dicembre 1943, entrando in servizio il 7 febbraio 1944.
Dopo aver effettuato scorte ai convogli nell'Atlantico, nel corso dei quali causò l'affondamento di un sommergibile tedesco nel giugno 1945, dopo dei lavori di riparazione eseguiti nei cantieri di New York si ebbe il trasferimento nel Pacifico. Partito da Pearl Harbor il 6 agosto per raggiungere le Filippine attraverso le Marshall e le Caroline il 24 agosto da Leyte scortò un convoglio delle forze di occupazione che il 1º settembre entrarono nella baia di Tokyo.
Terminato il conflitto e raggiunta, dopo avere attraversato il canale di Panama, Norfolk in Virginia il 26 marzo 1946, l'unità venne collocata in riserva il 17 giugno 1946 per poi essere trasferita all'Italia il 10 gennaio 1951.
Entrata a far parte della Marina Militare la nave venne ribattezzata Altair e con l'ingresso dell'Italia nella NATO ebbe assegnata la matricola F 591, prestando servizio fino al 1971, quando venne posta in disarmo per poi essere successivamente radiata.
Dopo la sua radiazione la nave venne usata come nave appoggio incursori sostituendo in tale compito il vecchio cacciatorpediniere Carabiniere.

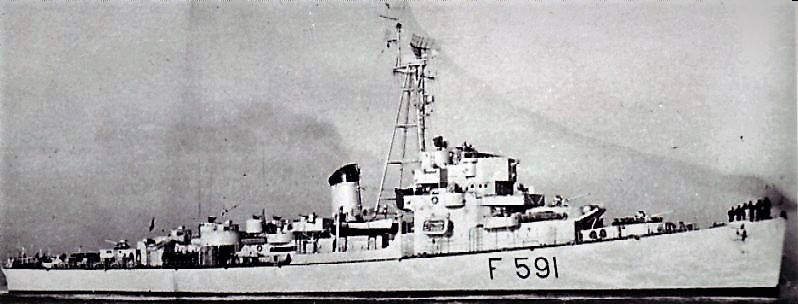
Vista laterale dell'Altair
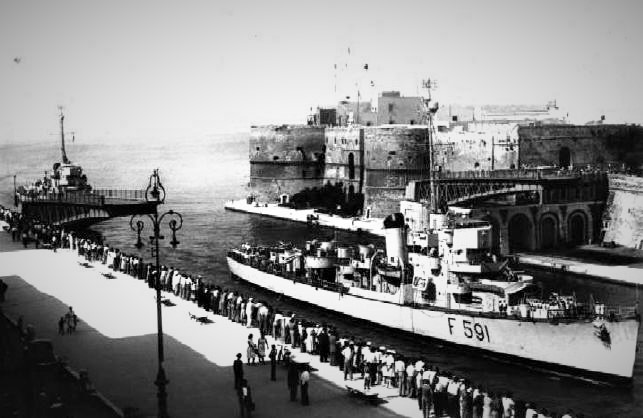
L'Altair a Taranto attraverso il canale navigabile